# 보후슬라프 마르티누
보후슬라프 마르티누(Bohuslav Martinů 듣기 (도움말·정보), 1890년 12월 8일 ~ 1959년 8월 28일)는 체코의 작곡가이다.

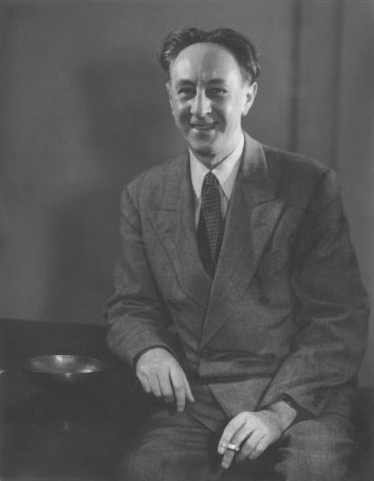
보후슬라프 마르티누 (뉴욕 1945년)

마르티누는 프라하 콘소바토리를 다녔지만 ‘학습 태만’을 이유로 퇴학당한 이후 독학했다. 1923년에 체코슬로바키아를 떠나 파리로 이주했다. 제2차 세계 대전 때 독일군이 프랑스를 점령하자 그는 남부 프랑스로, 그리고 1941년에는 미국으로 떠나서 뉴욕에 정착했다. 후에 그는 스위스로 이주하여 고향으로 돌아가지 않았다.
마르티누는 다작을 남겼는데, 그 수가 400여개에 이른다. 그는 같은 나라 작곡가인 레오시 야나체크처럼 잘 알려지지 않은 작곡가이지만 그의 작품은 끊임없이 연주·녹음된다. 그의 작품으로는 합창곡인 《길가메시 서사시》(1955), 여섯 개의 교향곡과 첼로 협주곡, 오보 협주곡, 다섯 개의 피아노 협주곡, 실내악곡 등이 있다.
마르티누의 곡은 많은 곳에서 받은 영향을 보여 준다. 《부엌 레뷰》(1927)같은 작품은 재즈의 영향을 많이 받았고, 두 개의 현악 오케스트라, 피아노와 팀파니를 위한 《이중 협주곡》은 바로크 시대 합주 협주곡의 경향을 띤다. 다른 작품 중에서는 체코 민요의 영향을 받은 것도 있다. 그는 클로드 드뷔시와 이고르 스트라빈스키의 음악을 존경했다.
마르티누의 작품 중에서 잘 알려지지 않은 것 중에 Lucie Bigelow Rosen의 위촉으로 작곡된 테레민을 위한 곡이 있다. 그는 1944년에 작곡을 시작하여 10월 1일에 테레민, 오보에, 현악 사중주와 피아노를 위한 《환상곡 H.301》을 작곡해서 테레민 연주자인 Rosen에게 헌정했다. 그녀는 1945년 11월 3일 뉴욕에서 Robert Boom과 Koutzen Quartet과 함께 그 곡을 초연했다.